# Ferenc Konrád
Ferenc Konrád (ur. 17 kwietnia 1945 w Budapeszcie, zm. 21 kwietnia 2015 tamże) – węgierski piłkarz wodny i trener. Wielokrotny medalista olimpijski.
Na igrzyskach startował trzy razy (1968–1976) i za każdym razem zdobywał medale – po jednym w każdym kolorze. Był mistrzem Europy w 1974. Zdobywał tytuły mistrza Węgier.
Waterpolistami byli także jego bracia – János i Sándor.